# پر-اولوف آرویدسون
پر-اولوف آرویدسون (انگلیسی: Per-Olof Arvidsson; ۱۸ دسامبر ۱۸۶۴ – ۳۰ اوت ۱۹۴۷) تیرانداز اهل سوئد بود.
وی در مسابقات کشوری و بین‌المللی در مجموع برندهٔ ۱ مدال طلا، ۱ مدال نقره شده‌است.